# Юлиан Нагелсман
Юлиан Нагелсман (на немски: Julian Nagelsmann) е немски футболист и настоящ футболен треньор. Към 2017 г. е най-младият треньор в Бундеслигата.

## Кариера
Играе като централен защитник в юношеските тимове на Мюнхен 1860 и Аугсбург. Не успява да запише нито един мач в професионалния футбол поради чести контузии на коляното и през 2008 г. се отказва от футбола. Записва бизнес-администрация като висше образование, но по-късно се пренасочва към спортни науки по съвет на бившия си треньор Томас Тухел
Първият треньорски опит на Нагелсман е помощник в тима на Мюнхен 1860 до 17 години. През 2010 г. става помощник-треньор при 17-годишните на Хофенхайм, а през сезон 2011/12 е и старши треньор на юношеската формация. На следващия сезон е помощник-треньор на Франк Крамер в мъжкия тим. Бившият вратар на „Хофе“ Тим Вийзе му дава прякора „Мини Моуриньо“ През 2013 г. Нагелсман поема младежкия тим на Хофенхайм до 19 г. и през 2014 г. става шампион на страната.
На 27 октомври 2015 г. е обявено, че Населсман ще стане старши треньор на Хофенхайм от лятото на 2016 г. Впоследствие младият специалист встъпва в длъжност през февруари 2016 г., след като треньорът Хюб Стевенс подава оставка поради здравословни проблеми. Благодарение на новия треньор „синьо-белите“ се спасяват от изпадане, печелейки 7 от 14-те мача до края на сезона.
През сезон 2016/17 Хофенахайм е една от изненадите в шампионата, като завършва първия полусезон на трета позиция.
На 9 юни 2017 г. Хофенхайм удължава договора на Наглесман до 2021 г. На 21 юни 2018 г. е обявено, че Нагелсман ще напусне клуба след края на сезон 2018 – 2019. Той направи мач номер 100 като мениджър на Хофенхайм на 19 януари 2019 г. при победа с 3:1 срещу Байерн Мюнхен. По този начин той стана най-младият мениджър на Бундеслигата, достигнал 100 мача в първенството.